# Búrios
Os Búrios eram um antigo povo germânico, mencionado pela primeira vez por Tácito na sua Germânia, onde aparecem como próximos dos Marcomanos e Quados da Boémia e da Morávia. É-nos dito que a sua língua e costumes eram semelhantes aos dos Suevos.
Um pequeno contingente dos Búrios acompanhou os Suevos na sua invasão da Península Ibérica e estabelecimento na Galécia (norte de Portugal e Galiza) no século V. Ter-se-ão estabelecido na região entre os rios Cávado e Homem, na zona conhecida como Terras de Bouro (Terras dos Búrios).